# Dibusa angata
Dibusa angata är en nattsländeart som beskrevs av Ross 1939. Dibusa angata ingår i släktet Dibusa och familjen smånattsländor. Inga underarter finns listade i Catalogue of Life.